# Kimmy Repond
Kimmy Vivienne Repond (ur. 18 października 2006 w Bazylei) – szwajcarska łyżwiarka figurowa, startująca w konkurencji solistek. Brązowa medalistka mistrzostw Europy (2023), medalistka zawodów z cyklu Challenger Series, mistrzyni Szwajcarii (2024).

## Osiągnięcia
| Zawody                                | 17–18          | 18–19          | 19–20          | 20–21          | 21–22          | 22–23          | 23–24          |                |                |                |                |                |                |                |                |                |                |
| Międzynarodowe                        | Międzynarodowe | Międzynarodowe | Międzynarodowe | Międzynarodowe | Międzynarodowe | Międzynarodowe | Międzynarodowe | Międzynarodowe | Międzynarodowe | Międzynarodowe | Międzynarodowe | Międzynarodowe | Międzynarodowe | Międzynarodowe | Międzynarodowe | Międzynarodowe | Międzynarodowe |
| ------------------------------------- | -------------- | -------------- | -------------- | -------------- | -------------- | -------------- | -------------- | -------------- | -------------- | -------------- | -------------- | -------------- | -------------- | -------------- | -------------- | -------------- | -------------- |
| Mistrzostwa świata                    |                |                |                |                |                | 8              | 5              |                |                |                |                |                |                |                |                |                |                |
| Mistrzostwa Europy                    |                |                |                |                |                | 3              | 7              |                |                |                |                |                |                |                |                |                |                |
| GP Grand Prix de France               |                |                |                |                |                |                | 10             |                |                |                |                |                |                |                |                |                |                |
| GP Grand Prix Helsinki                |                |                |                |                |                |                | WD             |                |                |                |                |                |                |                |                |                |                |
| CS Budapest Trophy                    |                |                |                |                |                | 2              |                |                |                |                |                |                |                |                |                |                |                |
| CS Ice Challenge                      |                |                |                |                |                | 3              |                |                |                |                |                |                |                |                |                |                |                |
| CS Nebelhorn Trophy                   |                |                |                |                |                |                | 2              |                |                |                |                |                |                |                |                |                |                |
| Międzynarodowe: Kategorie młodzieżowe |                |                |                |                |                |                |                |                |                |                |                |                |                |                |                |                |                |
| Mistrzostwa świata juniorów           |                |                |                |                | 7              | 7              |                |                |                |                |                |                |                |                |                |                |                |
| JGP na Łotwie                         |                |                |                |                |                | 6              |                |                |                |                |                |                |                |                |                |                |                |
| JGP w Polsce                          |                |                |                |                |                | 4              |                |                |                |                |                |                |                |                |                |                |                |
| JGP na Słowacji                       |                |                |                |                | 8              |                |                |                |                |                |                |                |                |                |                |                |                |
| Bavarian Open                         |                | 1 N            |                |                |                |                |                |                |                |                |                |                |                |                |                |                |                |
| Denkowa-Stawiski Cup                  | 1 N            |                |                |                |                |                |                |                |                |                |                |                |                |                |                |                |                |
| Egna Spring Trophy                    | 1 N            | 1 N            |                |                |                |                |                |                |                |                |                |                |                |                |                |                |                |
| Golden Bear of Zagreb                 |                | 2 N            |                |                |                |                |                |                |                |                |                |                |                |                |                |                |                |
| Halloween Cup                         |                |                | 1 N            |                |                |                |                |                |                |                |                |                |                |                |                |                |                |
| NRW Trophy                            |                |                | 1 N            |                |                |                |                |                |                |                |                |                |                |                |                |                |                |
| Rooster Cup                           | 4 N            |                |                |                |                |                |                |                |                |                |                |                |                |                |                |                |                |
| Santa Claus Cup                       |                | 1 N            |                |                | 2 J            |                |                |                |                |                |                |                |                |                |                |                |                |
| Sofia Trophy                          |                |                |                | 2 J            |                |                |                |                |                |                |                |                |                |                |                |                |                |
| Trophée Métropole Nice                |                |                |                |                | 1 J            |                |                |                |                |                |                |                |                |                |                |                |                |
| Krajowe                               |                |                |                |                |                |                |                |                |                |                |                |                |                |                |                |                |                |
| Mistrzostwa Szwajcarii                | 1 N            | 1 N            | 1 J            | C              | 1 J            | 2              | 1              |                |                |                |                |                |                |                |                |                |                |

## Odsyłacze zewnętrzne
- Oficjalna witryna Kimmy Repond. Kimmy Repond. [dostęp 2025-01-30]. (ang.).